# التهيدين
تهيدين، هي فرقة ملحمية مغاربية من موريتانيا. وهي مظهر أدبي وفني مهم للغة الحسانية، أضيفت عام 2011 إلى قائمة التراث الثقافي غير المادي لمنظمة اليونسكو.

## نشأته
يطلق مصطلح التهيدين على الأدب الملحمي في الشعر الشعبي الموريتاني , وقد أرخ هذا النمط من الشعر الشعبي للبطولات و مظاهر القوة و كذلك لعادات وتقاليد وقيم المجتمع البدوي الحساني التي ارتبطت أساسا ب الإمارات الموريتانية وبشكل أخص بالأمراء و الشخصيات النافذة في المجتمع آنذاك وقد كان هذا الغرض إلى عهد قريب مقتصرا على فئة الفنانين الموريتانيين إيگاون فهم اهله و أول من أبدع فيه ويسمى هذا الغرض التهيدين عندهم أما إذاكان الشاعر لا ينتمي إلى الوسط الفني التقليدي فيسمى هذا الغرض الكرزة و من أشهر الأسر التي اشتهرت بالتهيدينأهل أنجرتو,أهل مانو , أهل آوليل وأهل آگمتار مدرسة لحساسنة و يعتبر سدوم ولد انجرتو بإتفاق المؤرخين أول من قال التهيدين و أبدع فيه حيث كان ذلك في منتصف القرن السابع عشر تقريبا . و قد صنفت اليونسكو التهيدين في مؤتمرها المنعقد في مدينة بالى بأندنسيا على أنه من التراث الإنساني المهدد بالأنقراض

## بحوره
التهيدين هو عبارة عن گ طويل يتكرر أي ان الشاعر يلتزم به بروي واحد ولم ينحصر على بحر من البحور.